# بک‌تیمور ملیکوزی‌یف
بک‌تیمور ملیکوزی‌یف (متولد ۸ آوریل ۱۹۹۶) یک بوکسر از کشور ازبکستان است. او موفق به کسب مدال نقره در مسابقات جهانی بوکس آیبا ۲۰۱۵ شده است.
او در دسته میان وزن در المپیک تابستانی ۲۰۱۶ به رقابت پرداخته. او پس از باخت به آرلن لوپز از کوبا به مدال نقره مسابقات دست یافت.او پرچم ازبکستان در طول مراسم اختتامیه حمل کرده بود.